# Pont de Deusto
Le pont de Deusto est un pont levant sur la ria du Nervion à Bilbao, capitale de la province basque de Biscaye, dans le nord de l'Espagne. Ce pont relie les secteurs de Bilbao Abando et de Deusto.

## Histoire du pont
En décembre 1936, on inaugurait le pont levant dont avait été chargé l'ingénieur des chemins, canaux et ports Ignacio de Rotaeche et l'ingénieur industriel José Ortiz de Artiñano en 1931. La nécessité de relier le quartier historique de la ville avec les nouveaux développements urbains qui s'étendaient sur les terrains des elizates annexés de Deusto, Begoña et d'Abando imposait la construction de divers ponts sur la ria du Nervion. (ponts de Deusto et de la mairie)
Le trafic fluvial, fondamental pour les travaux portuaires qui à cette époque se trouvaient sur les hauteurs de la ria et qui se déplaceront plus tard vers l'embouchure, obligeaient que ces ponts soient conçus de telle sorte qu'ils permettent le passage des navires.
La solution qui a été adoptée a été celle de ponts-levis comme celui de Chicago (États-Unis). Federico Moyúa était le maire de la ville et avait chargé l'architecte municipal Ricardo Bastida. Une solution qu'il a trouvée en allant au Congrès Eucharistique de Chicago de 1926 où il a vu les ponts mobiles, de type cantilever, de bras basculants de cette ville. On a choisi celui de l'Avenue Michigan, ouvrage des ingénieurs Bennett[Lequel ?], Pihlfeldt et Young[Lequel ?], construit en 1920.
Les ingénieurs Ignacio Rotaeche et José Ortiz de Artiñano avec l'architecte municipal Ricardo Bastida signent le projet initial en janvier 1930. Ce projet est approuvé le 23 juillet 1931 et la construction démarre en juillet 1932 sous le mandat du maire de l'époque, Ernesto Ercoreca. Le 29 mars on attribue les travaux à l'entreprise Entrecanales y Tavora, que se chargent de la fondation ; Gamboa y Domingo, Retolaza y Anacabe, de la structure béton et l'entreprise Basconia-MAN de la structure métallique.
L'ouvrage, livré le 12 décembre 1936 après quatre années de travaux et deux modifications du projet, l'une le 8 septembre 1932 sur proposition de l'assemblée des travaux du port par des affections au chemin de fer Bilbao - Portugalete et une autre le 8 décembre 1933 pour des motifs semblables, a été inauguré le 7 décembre.
Il a été détruit pour la défense de la ville le 18 juin 1937 durant la guerre civile. Entre 1938 et 1939 il est reconstruit par les autorités franquistes et ré-inauguré le 25 octobre 1939, avec le nom de Puente du Generalísimo (en référence à Francisco Franco), sous le mandat du José María Oriol y Urquijo. En 1979 on lui a redonné son nom précédent.
Durant l'année 1955 on démolit les escaliers d'accès et entre 1974 et 1975 on réalise la restauration des tronçons mobiles selon le projet de l'ingénieur Mariano de Lastra effectué en 1973. Cette restauration sera réalisée par l'entreprise Dragados y Construcciones. En janvier 1983 on change l'enrobage de la chaussée en passant du pavement à l'asphaltage. Déjà durant les années 2004 et 2006 on effectue de nouveaux accès depuis les rues d'Abandoibarra (2004) doté d'élévateur et Botica Vieja (2006).
Le pont a été la scène de protestations et de confrontations avec la police par les ouvriers des chantiers navals Euskaduna (Astilleros Euskalduna), dont les installations étaient voisines de ce dernier, qui cherchaient à défendre leur poste de travail lors de la fermeture des chantiers navals en 1980.
Jusqu'en 1992 on maintenait un trafic de navires stable sur les eaux de la ria de Bilbao qui obligeait à ouvrir le pont. Sa dernière ouverture commerciale s'est déroulée le 4 mai 1995 pour laisser passer le navire Hoo Ckres de l'armateur Pinillos, la construction du pont Euskalduna avec un gabarit inférieur à celui de Deusto, empêchant le passage de navires qui obligent l'ouverture du pont a été définitivement condamné. Après une période où on a tardé à souder et immobiliser définitivement son tablier, il a été décidé de le maintenir en activité pour qu'il puisse être ouvert lors des commémorations et des fêtes, comme le passage du chaland de l'Athletic Club de Bilbao quand il a gagné la ligue de football ou l'accueil du voilier Euskadi-Europa-93 - BBK du marin en solitaire José Luis Ugarte ou au passage de la régate des Estudiantin Ingénieurs de Deusto. Il a été le décor de plusieurs films et on a spéculé sur sa fermeture permanente, chose qui a provoqué la protestation des Bilbaïno/as. Actuellement son état permet l'ouverture complète des deux tabliers; la dernière ouverture a été réalisée le 1er avril 2007 de 13:15 à 13.30 heures, pour faire place à la régate des Estudiantin Ingénieurs de Deusto. Il est catalogué comme élément à protéger en degré de Protection Spéciale, niveau A.
En octobre 2008 la mairie de Bilbao rend public son plan pour la restauration intégrale de l'infrastructure. Les travaux, prévus pour l'année suivante, ont pour but l'assainissement intégral, la mise au point de la machinerie d'élévation et un nouveau système d'éclairage ainsi qu'un changement dans l'étage correspondant à la partie piétonnière. Dans l'étude précédente à la restauration on a détecté que les balustres, conception de Ricardo Bastida, très détériorés par sa restauration et substitution, comme l'exigent les normes, doivent être reproduits à l'identique. La substitution a été effectuée avec des éléments identiques construits en acier inoxydable. On change la couleur, du vert il passe à l'argenté et les rampes de la grillent loge un système d'éclairage avec des LED. Le pavement de la partie mobile du tablier du pont a été asphalté avec un mélange sur base de résines et granulat d'un ton rosacé, écartant l'imitation bois prévue au départ.

## Caractéristique et situation

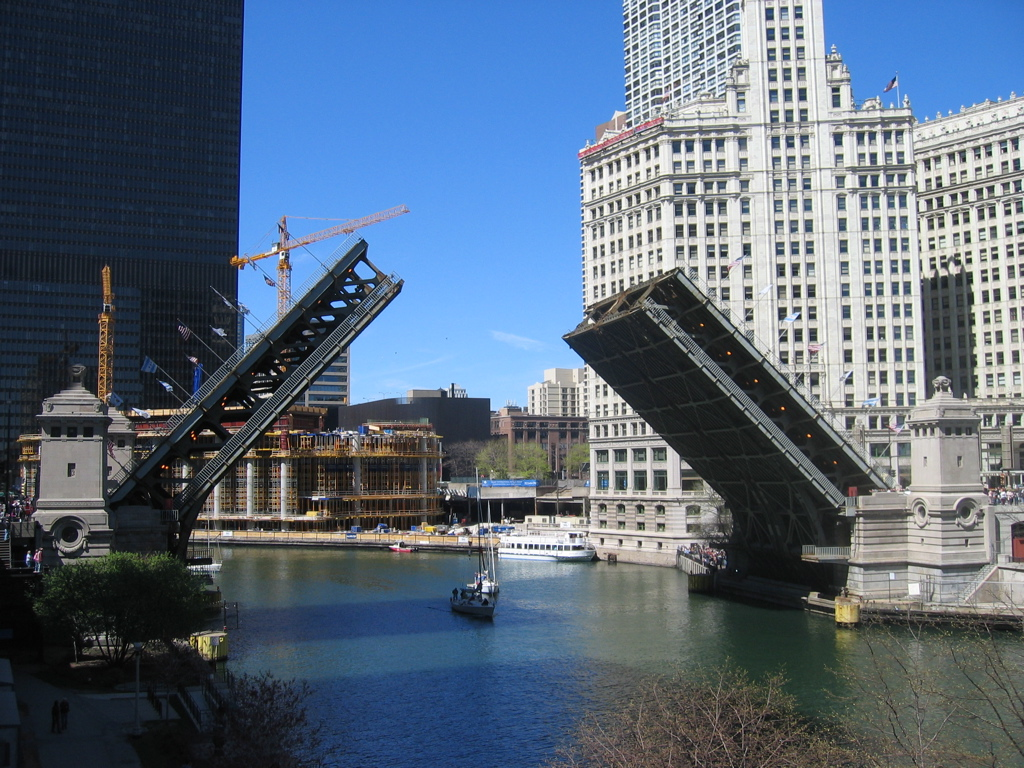
Le pont de l'avenue Michigan à Chicago.

La longueur totale du pont est de 500 m avec une lumière de 48 m rétrécissant la voie de la ria qui, à cet endroit, est de 71 m, avec un bâtiment de béton de chaque côté, où sont situées les machineries d'élévation. Le gabarit en marée haute est de 7,96 m. La largeur du tronçon mobile est de 20 mètres (12 pour la chaussée et deux trottoirs de 2 m chacun). Pour la partie fixe, il est de 25 mètres (15 pour la chaussée et trottoirs de 5 m chacun). Les tabliers basculent pour atteindre un angle de 70°. Il a été construit par les entreprises La Naval et La Basconia.